# Lissemys ceylonensis
La tartaruga alata dello Sri Lanka (Lissemys ceylonensis Gray, 1856) è una specie di tartaruga della famiglia dei Trionichidi.

## Descrizione
È distinta da L. punctata sulla base di evidenze molecolari; raggiunge i 300 cm di carapace nelle femmine adulte; ha carapace ovale, liscio e verde grigiastro scuro, quasi senza macchie negli adulti. Il piastrone è chiaro, con le tipiche alette femorali.

## Distribuzione e habitat
Questa specie è endemica dello Sri Lanka, e si rileva nei grandi fiumi, tra cui i principali Mahaveli, Malvathu, Kala Ova, Kelani, Yan Ova, Deduru Ova, Walawe, Maduru Ova, Maha Ova, Kalu, anche nella parte finale e in molti ambienti acquatici, tra cui i canali irrigui e le risaie.

## Biologia
Biologia ed attività sono le stesse di L. punctata. L'alimentazione è opportunistica e onnivora.

## Conservazione
Il commercio è oggi regolamentato, ma in passato la specie compariva frequentemente nei lotti di cheloni trafficati illegalmente per finire sui mercati occidentali o cinesi.